# Amiloidosis heredofamiliar
La amiloidosis heredofamiliar es una condición genética hereditaria que se caracteriza por el depósito sistémico o localizado de material amiloide en los tejidos del cuerpo humano.

## Variedades
- Polineuropatía amiloidótica familiar provocada por una proteína anómala denominada transtirretina. También puede afectar al corazón y causar miocardiopatía.
- Amiloidosis renal, hepática y polineuropática. Se presenta sobre todo en EE. UU. y Reino Unido, está provocada por una variante anómala de la apoproteína AI.
- Amiloidosis corneal y encefálica finlandesa debida a una gelsolina anómala.
- Amiloidosis renal y hepática por una anomalía de la cadena alfa del fibrinógeno, se presenta en México y EE. UU.
- Amiloidosis renal británica originada por una lisozima anómala.
- Amiloidosis cerebrovascular que cursa con hemorragia cerebral. Se presenta principalmente en Islandia y Holanda y se debe a una cistatina C anómala.[2]